# Vienna Capitals
Die Vienna Capitals sind eine im Jahr 2001 gegründete österreichische Eishockeymannschaft aus Wien und spielen in der ICE Hockey League (Österreichische Eishockey-Liga, von 2003 bis 2020 Erste Bank Eishockey Liga). Die Heimspiele der „Caps“ werden in der Steffl Arena ausgetragen. In der Saison 2004/05 errangen die Vienna Capitals in der Best-of-Seven-Serie gegen den EC KAC den ersten Meistertitel ihres Bestehens und konnten diesen Erfolg 2017 wiederholen.

## Geschichte

### Erste Jahre in der Bundesliga
Die Vienna Capitals nahmen in der Saison 2001/02 erstmals an der Erste Bank Eishockey Liga teil und erreichten die Playoffs. Mit guten Leistungen etablierten sie sich im Mittelfeld der Tabelle und erreichten am Ende des Grunddurchgangs den vierten Rang. Im Viertelfinale sweepten sie die Graz 99ers mit 4:0-Siegen und trafen im Halbfinale auf den EHC Linz. Diese Serie verloren die Capitals in vier Spielen und verabschiedeten sich so aus der Saison.
Für die folgende Saison wurden einige Veränderungen am Kader vorgenommen, aber die Mannschaft schaffte es nicht, zu konstanten Leistungen zu finden und beendete den Grunddurchgang auf dem vorletzten Tabellenplatz. Da in dieser Saison alle Mannschaften für die Playoffs qualifiziert waren, trafen die Capitals im Viertelfinale auf den Titelverteidiger EC VSV und verloren die Serie mit 2:3-Siegen. Die Spielzeit 2003/04 wurde mit einem Punkt Rückstand auf Platz vier auf dem fünften Rang beendet. Da lediglich die ersten vier Teams für die Playoffs qualifiziert waren, war die Saison für die Capitals erstmals nach dem Grunddurchgang beendet.

### Der erste Meistertitel

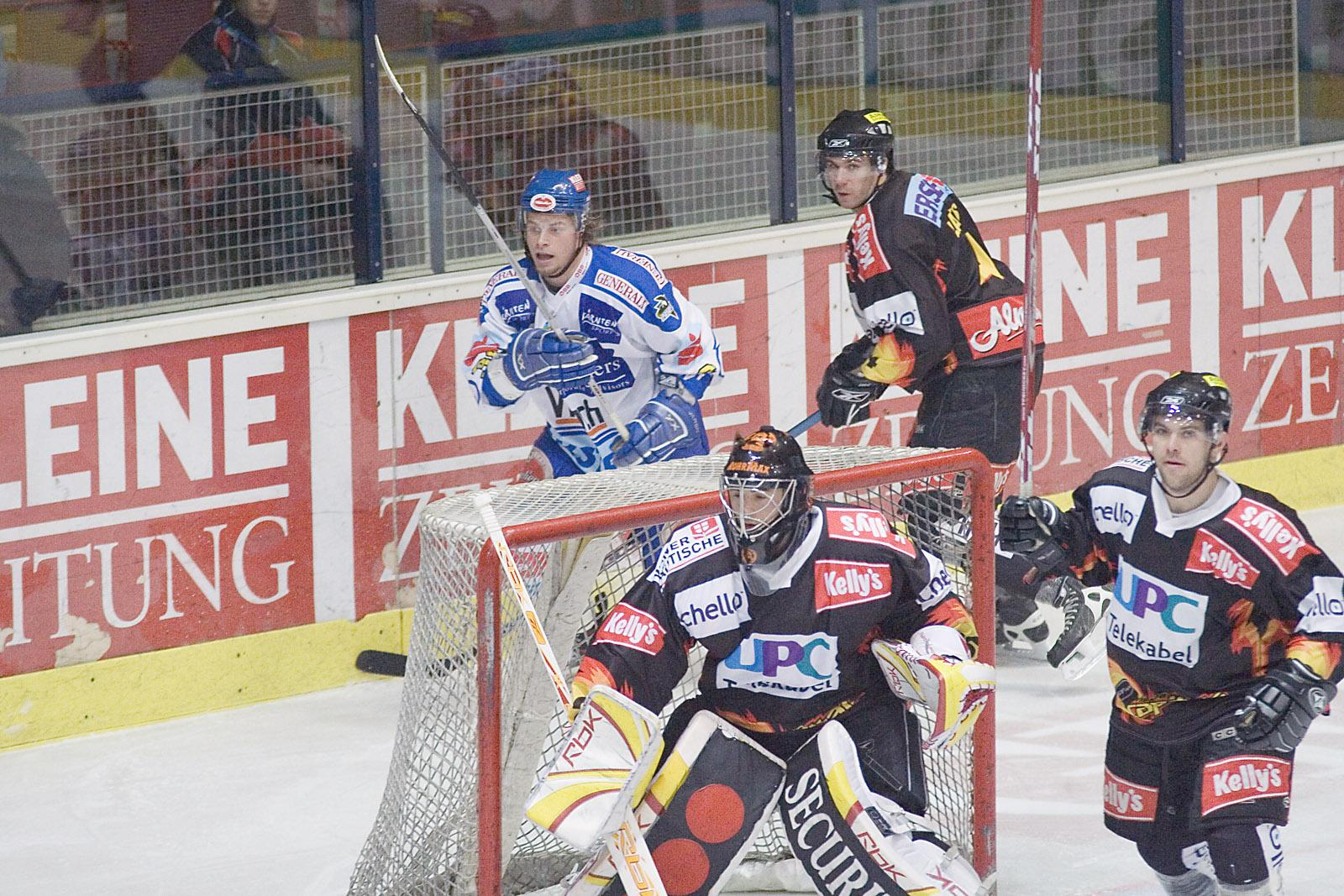
Spieler der Capitals

Aufgrund des unbefriedigenden Abschneidens in der Saison 2003/04 wurde der Kader noch einmal überarbeitet. Wichtigste Veränderung war die Verpflichtung des DEL-Legionärs Frédéric Chabot für die Position des Torhüters. Zwar startete die Mannschaft nicht optimal in die Saison, aber Trainer Jim Boni schaffte es, nach und nach aus der Mannschaft eine eingeschworene Einheit zu formen. Ab der Halbzeit des Grunddurchgangs legten die Wiener eine Siegesserie hin und beendeten den Grunddurchgang mit acht Punkten Vorsprung auf den Zweitplatzierten, den EC KAC, auf Rang eins. Im Halbfinale besiegten die Hauptstädter den EC VSV in vier Partien und trafen im Finale auf den EC KAC. Die ersten sechs Begegnungen der Finalserie gewann das jeweilige Auswärtsteam, bis Jim Boni für das entscheidende siebte Spiel zu einem Trick griff. Den gesamten Tag verbrachten die Spieler wie bei einem Auswärtsspiel und liefen schlussendlich in den Auswärtsdressen auf. Die Capitals gewannen das siebte Finalspiel mit 6:2 und errangen den ersten Meistertitel ihrer Geschichte.

### Die Jahre danach
Für die folgende Spielzeit gab es wieder einige Veränderungen. Chabot verließ die Mannschaft und wurde durch Jeff Maund ersetzt. Die Caps starteten etwas ungelenk in die Saison und die Situation wurde zusätzlich durch Maunds Bitte um die Auflösung seines Vertrages kompliziert. In der Folge übernahm Walter Bartholomäus dessen Position und zeigte auch gute Leistungen. Am Ende des Grunddurchgangs schaffte es die Mannschaft mit einem Punkt Vorsprung in die Playoffs. Im Halbfinale unterlagen die Wiener mit 1:4-Siegen dem EC Red Bull Salzburg. Dieser eine Sieg der Capitals war am grünen Tisch erzielt worden. Da die Salzburger den Legionär Patrick Thoresen nicht ordnungsgemäß angemeldet hatten, wurde das dritte Spiel der Serie (das Salzburg mit 6:3 gewonnen hatte) mit 5:0 zugunsten der Capitals strafverifiziert.

### Das Kader-Problem
Dem Vereinsvorstand war durch die Misserfolge der vergangenen Jahre ein entscheidender Nachteil klar geworden, den die Capitals gegenüber anderen Bundesliga-Mannschaften hatten: der mangelnde Nachwuchs. Da einerseits die Infrastruktur der Stadt Wien keinen ständigen Ausbildungsbetrieb zuließ und andererseits nach dem Ende des EHC Team Wien auch keine Kooperationspartner mehr existierten, unternahm Capitals-Präsident Schmid einen neuen Vorstoß. Ab der Saison 2007/08 wurde die bestehende Legionärsregelung, die jedem EBEL-Team die Verpflichtung von fünf Transferkartenspielern erlaubte, gekippt. Als Ersatz hierfür kam die sogenannte Punkteregel. Mit der geänderten Regelung wurde der Kader runderneuert.
Mit Jean-François Labbé wurde ein erfahrener Torhüter verpflichtet, dazu kamen mit Dan Bjornlie und Peter Casparsson hervorragende Verteidiger. Im Sturm wurde mit Marcel und David Rodman sowie Aaron Fox eine komplette Stürmerlinie vom HK Jesenice verpflichtet. Kelly Fairchild und Pascal Rhéaume verstärkten das Team zusätzlich, sodass die Capitals mit insgesamt zehn Legionären und vier eingebürgerten Spielern, sogenannten Austros, in die Saison starteten. Nach sechs Einsätzen verletzte sich Labbé und fiel für den Rest der Saison aus. Das Vereinsmanagement suchte nach einem passenden Ersatz. Nachdem Günther Hell nicht den Vorstellungen entsprochen hatte, wurden die Capitals mit Sébastien Charpentier fündig. Allerdings verletzte sich dieser ebenfalls in der laufenden Saison und wurde kurzzeitig durch Kelly Guard ersetzt.
Am Ende des Grunddurchgangs belegten die Wiener punktegleich mit den führenden Linzern Platz zwei. In der Zwischenrunde zeichnete sich ein neues Problem ab: durch die vielen Transferkartenspieler, die jeweils vier des auf sechzig Punkte begrenzten Kontingentes verbrauchten, war die Kaderdecke sehr dünn, sodass streckenweise mit nur zweieinhalb Linien gespielt werden musste. Nachdem im Viertelfinale der HC Innsbruck in vier Partien bezwungen wurde, verlor die Mannschaft im Halbfinale alle Spiele gegen den späteren Meister Salzburg.
Capitals-Präsident Hans Schmid versuchte nach dieser Saison, auch die Punkteregel abzuschaffen, um in Zukunft völlig frei Spieler verpflichten zu können. Dies löste heftige Diskussionen unter den Vereinen aus, in denen auch mit dem EU-Arbeitsrecht argumentiert wurde, das jedem Eishockeyspieler die freie Wahl des Arbeitsplatzes gestattet, womit jede Reglementierung rechtswidrig wäre. Diese Diskussion setzt sich bis heute fort, brachte aber bisher keine Veränderungen des Systems.
Für die Saison 2008/09 wurden die Ausgaben für den Kader reduziert. Durch einige Legionäre in Gestalt des Trios Patrick Lebeau, Juha Riihijärvi und Benoit Gratton spielten die Wiener abermals um den Titel mit. Der Grunddurchgang wurde auf Platz zwei hinter dem EC KAC beendet. Im Viertelfinale traf das Team auf die Graz 99ers. Nachdem die Capitals mit 3:1-Siegen führten, gelang es den Grazern, noch auszugleichen. Im siebten Spiel der Serie wurde mit einem 5:1-Sieg der Einzug ins Halbfinale gesichert. Dort trafen die Wiener auf den EC Red Bull Salzburg und verloren die Serie in fünf Begegnungen.
Die beiden folgenden Spielzeiten glichen sich weitgehend. Beide Male zeigten die Wiener gute Leistungen in der Hauptrunde und schlossen diese auf dem dritten Rang ab, jedoch endeten auch beide Playoff-Teilnahmen erneut im Halbfinale gegen den EC Red Bull Salzburg. Während Gratton und der 2010 neu hinzugekommene François Fortier sich als Spitzenspieler in der Liga etablierten, wurden nach und nach auch junge Wiener Spieler zum Verein zurückgeholt oder aus dem forcierten Nachwuchs in die Kampfmannschaft integriert. Mit Ende der Saison 2010/11 beendete Kevin Gaudet sein Engagement bei den Wienern und wurde durch den Schweden Tommy Samuelsson ersetzt.

### Erfolgreiche Ära
Zur Vorbereitung auf die folgende Saison nahmen die Capitals erstmals an der European Trophy 2011, einem mit europäischen Spitzenteams besetzten Einladungsturnier, teil. Die Heimspiele in der European Trophy wurden erstmals in der auf 7.000 Plätze ausgebauten Albert-Schultz-Eishalle ausgetragen.
Die Meisterschaft 2011/12 verlief für die Vienna Capitals enttäuschend und die hohen Erwartungen konnten bei weitem nicht erfüllt werden. Schuld dafür waren unter anderem die zahlreichen Fehleinkäufe, die schwere Verletzung von Publikumsliebling Rafael Rotter und das überraschende Karriereende von Harald Ofner. Nach dem Grunddurchgang belegten die Wiener nur den achten Platz, der einen Gang in die Qualifikationsrunde zur Folge hatte. Dennoch wurde am Trainer Tommy Samuelsson festgehalten, der die Hauptstädter dank eines Kantersiegs am letzten Spieltag der Qualifikationsrunde noch in das Play-off führte. Dort scheiterten die Capitals im Viertelfinale in sieben Spielen am späteren Meister aus Linz.
Mit einem verstärkten Kader (unter anderem Corey Potter, Adrian Veideman, Jamie Fraser und Matt Zaba) starteten die Capitals in die Saison 2012/13. Die Wiener gewannen mit 61 Punkten den Grunddurchgang und behielten ihre Position auch nach der anschließenden Platzierungsrunde. Im Play-off-Viertelfinale wurde Orli Znojmo besiegt, ehe im Halbfinale ein Sieg gegen den EC Red Bull Salzburg folgte. Erst im Finale wurden die Wiener mit einem Sweep vom EC KAC geschlagen. Den Klagenfurtern gelang damit der erste Sweep in einem Finale seit Gründung der EBEL und der erste Finalsweep der österreichischen Ligageschichte bei einer Distanz von Best-of-Seven. Gleichzeitig gewann der Club damit den dreißigsten ÖEHL-Meistertitel der Vereinsgeschichte.
Vor der Saison 2013/14 verließen mehrere Schlüsselspieler den Verein, darunter Dan Bjornlie und André Lakos. Trotzdem konnten die Wiener erneut die Hauptrunde für sich entscheiden, wurden aber im Viertelfinale vom EC VSV geschlagen. In die Saison 2014/15 starteten die Wiener mit dem neuen Trainer Tom Pokel, welcher im Februar 2015 durch Jim Boni ersetzt wurde. Mit einem vierten Platz in der Hauptrunde konnte erneut direkt das Play-off erreicht werden, wo die Capitals gegen Székesfehérvár und den EHC Linz erneut das Finale erreichten. Dort wurden sie von Salzburg mit 4:0 in der Serie geschlagen.
In der Spielzeit 2015/16 beendeten die Capitals die Hauptrunde erneut auf dem vierten Platz und wählten erneut den EC VSV als Viertelfinalgegner aus. Gegen die Villacher verlor das Team mit 1:4.
Für die Saison 2016/17 wurde als Trainer Serge Aubin verpflichtet. Zudem wurde Jean-Philippe Lamoureux als neuer Torhüter vom EC VSV geholt. Die Caps behielten über die gesamte Saison die Tabellenführung und gewannen den Grunddurchgang und die Pick-Round. Als Viertelfinalgegner entschieden sich die Caps für den HC Innsbruck. Mit drei Sweeps gegen den HC Innsbruck, HC Bozen und den EC KAC gewannen die Caps den zweiten Meistertitel der Geschichte.
Nur drei Spieler – David Kickert, Collin Bowman und der Kapitän Jonathan Ferland – verließen die Capitals nach dem Meistertitel. Mit Kyle Klubertanz und Jérôme Samson verpflichteten die Caps zwei sehr erfahrene Spieler. Nachdem das Team wie im letzten Jahr den Grunddurchgang dominierte, erreichte es am letzten Spieltag der Zwischenrunde noch den ersten Platz und wählte erneut Innsbruck als Viertelfinalgegner. Nach den ersten drei Spielen sah es wie im Vorjahr nach einem Sweep für die Wiener aus. Doch die Innsbrucker konnten Spiel 4 und 5 knapp für sich entscheiden, im sechsten Spiel zogen die Caps zogen ins Halbfinale ein. Dort wartete, wie auch im vorhergehenden Jahr, der HC Bozen. Nachdem man das erste Spiel noch eindrucksvoll 4:0 gewinnen konnte, gingen die nächsten vier Partien verloren und die Italiener zogen mit einem 4:1-Seriensieg ins Finale ein und wurden schlussendlich auch Meister.
Für die Saison 2018/19 verpflichtete der Wiener Club mit Dave Cameron einen ehemaligen NHL-Coach. Zu Saisonstart gewannen die Wiener ihre ersten zwölf Spiele allesamt. Dieser Siegesserie ließ man fünf Niederlagen folgen, bis man sich wieder fing und weitestgehend auf Tabellenrang 1 stand. Nachdem man in den beiden vorangegangenen Jahren jeweils den ersten Platz nach dem Grunddurchgang belegte, errangen die Caps in dieser Saison nur den zweiten Platz und verpassten somit die vorzeitige Qualifikation für die Champions Hockey League. Allerdings fixierte man mit dem ersten Rang in der Pick-Round die Qualifikation für die CHL. Für das Viertelfinale wählten die Caps den HC Orli Znojmo, den diese mit 4:1-Siegen eliminierten. Im Halbfinale kam es zum Duell mit dem EC Red Bull Salzburg. Die enge Serie, in der keines der beiden Teams es schaffte, mit mehr als zwei Toren Vorsprung in Führung zu gehen, entschieden die Caps mit 4:3 für sich. Im Finale musste man sich dem EC KAC mit 4:2 geschlagen geben.
Im Oktober 2018 konnte der Mobilfunkanbieter spusu als neuer Haupt- und Namenssponsor verpflichtet worden.
Bei der Saisonabschlussfeier wurde bekanntgegeben, dass Dave Cameron auch in der Saison 2019/20 an der Bande der Caps stehen würde. Auch dank ihm konnten namhafte Spieler wie Brenden Kichton, Kyle Baun, Mark Flood und Ryan Zapolski – der bei den Olympischen Spielen 2018 in Pyeongchang alle fünf Spiele der US-amerikanischen Mannschaft absolviert hat – verpflichtet werden. Durch die Abgänge der beiden Topscorer aus dem Vorjahr, Chris DeSousa und Peter Schneider, den beiden österreichischen Stammkräften Benjamin Nissner und Andreas Nödl, sowie Philippe Lakos, bot man einen nominell schwächeren Kader als in den letzten Jahren auf. Außerdem verletzte sich Publikumsliebling Rafael Rotter bei einem Vorbereitungsspiel gegen MAC Budapest und musste bis kurz nach Weihnachten aussetzen. Neben den eigenen Nachwuchskräften lieh man zudem Dario Winkler vom EC Red Bull Salzburg aus und verpflichtete Henrik Neubauer vom Dornbirner EC. Ab dem 30. Spieltag konnte man sich auf dem zweiten Tabellenplatz fixieren und war erster Verfolger des EC Red Bull Salzburg. Nach den Mozartstädtern konnte man sich als zweites Team schon vorzeitlich für die Play-offs qualifizieren. Aufgrund der COVID-19-Pandemie wurde die Saison abgebrochen.
Die Saison 2020/21 beendeten die Caps als Vierte nach dem Grunddurchgang und schafften es nach einem 4:3 gegen den EC KAC bis ins Playoff-Halbfinale, welches sie mit 0:4 gegen den EC Red Bull Salzburg verloren. Nach dieser Saison verließen Benjamin Nissner und Ali Wukovits den Verein und wechselten zu Red Bull Salzburg. In der folgenden Saison 2022/23 beendete das Team den Grunddurchgang als Sechste und schaffte es nach einem 4:2 im Playoff-Viertelfinale gegen den HC Innsbruck bis in das Halbfinale, welches es gegen den HC Bozen mit 1:4 verlor. Nach dieser Saison verließ Trainer Dave Barr den Verein, daraufhin wurde Marc Habscheid von den Pioneers Vorarlberg verpflichtet. In der Saison 2023/24 wurde Habscheid im Oktober 2023 nach neun Niederlagen in Folge entlassen, es übernahm Christian Dolezal den Posten des Cheftrainers bis zum Ende der Saison, welche mit einem elften Platz im Grunddurchgang beendet wurde, der schlechtesten Platzierung nach dem Grunddurchgang in der Vereinsgeschichte.

### Neues Präsidium (seit 2024)
Im April 2024 legte der damalige Präsident der Capitals Hans Schmid nach 23 Jahren das Präsidentenamt nieder und wurde zum ersten Ehrenpräsident der Vereinsgeschichte ernannt. Es gab auch einige andere Änderungen im Vorstand der Capitals, so trat der der damalige General-Manager Franz Kalla zurück, es übernahm Christian Dolezal. Der neue Capitals-Vorstand besteht aus den Unternehmern Martin Reiss (neuer Präsident) und Philipp Felsinger und Franz Kalla. Mit wurde Gerry Fleming vom EHC Kloten wurde zudem ein neuer Cheftrainer verpflichtet.

### Vereinsstatistiken
| Saison   | Hauptrunde | Hauptrunde | Hauptrunde | Hauptrunde | Hauptrunde | Hauptrunde | Hauptrunde | Hauptrunde | Hauptrunde | Playoffs | Playoffs | Playoffs | Playoffs | Playoffs | Anmerkung                                                       |
| Saison   | Spiele     | S          | SNV SNP    | N          | NNV NNP    | Tore       | TVH        | PKT (PT)   | Rang       | Spiele   | S        | N        | Tore     | TVH      | Anmerkung                                                       |
| -------- | ---------- | ---------- | ---------- | ---------- | ---------- | ---------- | ---------- | ---------- | ---------- | -------- | -------- | -------- | -------- | -------- | --------------------------------------------------------------- |
| 2001/02  | 32         | 16         |            | 9          | 7          | 106:97     | +9         | 39 (30)    | 4.         | 8        | 4        | 4        | 22:22    | 0        | Viertelfinal-Out                                                |
| 2002/03  | 42         | 19         |            | 17         | 6          | 137:137    | 0          | 44 (37)    | 6.         | 5        | 2        | 3        | 14:16    | −2       | Viertelfinal-Out                                                |
| 2003/04  | 48         | 22         |            | 22         | 4          | 113:128    | −15        | 48 (37)    | 5.         |          |          |          |          |          | Keine Playoff-Teilnahme                                         |
| 2004/05  | 48         | 34         |            | 10         | 4          | 199:142    | +57        | 72 (57)    | 1.         | 10       | 7        | 3        | 33:25    | +8       | Meister                                                         |
| 2005/06  | 48         | 25         |            | 20         | 3          | 173:163    | +10        | 53 (40)    | 4.         | 5        | 1        | 4        | 12:18    | −6       | Halbfinal-Out                                                   |
| 2006/07  | 56         | 29         |            | 22         | 5          | 214:205    | +9         | 63 (48)    | 4.         | 3        | 0        | 3        | 11:20    | −9       | Halbfinal-Out                                                   |
| 2007/081 | 36         | 22         |            | 9          | 5          | 122:86     | +36        | 49         | 2.         | 3        | 0        | 3        | 19:24    | −5       | Halbfinal-Out                                                   |
| 2008/09  | 54         | 33         |            | 14         | 7          | 203:162    | +41        | 73         | 2.         | 12       | 5        | 7        | 31:30    | +1       | Halbfinal-Out                                                   |
| 2009/10  | 54         | 33         |            | 17         | 4          | 193:156    | +37        | 70         | 3.         | 12       | 7        | 5        | 47:38    | +9       | Halbfinal-Out                                                   |
| 2010/11  | 54         | 31         |            | 18         | 5          | 200:162    | +38        | 67         | 3.         | 11       | 7        | 4        | 43:34    | +9       | Halbfinal-Out                                                   |
| 2011/121 | 40         | 17         |            | 17         | 6          | 120:136    | −16        | 40         | 8.         | 7        | 3        | 4        | 20:25    | −5       | Viertelfinal-Out                                                |
| 2012/131 | 44         | 28         |            | 11         | 5          | 137:100    | +37        | 61         | 1.         | 15       | 8        | 7        | 45:31    | +14      | Vize-Meister                                                    |
| 2013/141 | 44         | 26         |            | 12         | 2          | 160:103    | +57        | 62         | 1.         | 5        | 1        | 4        | 13:22    | −9       | Viertelfinal-Out                                                |
| 2014/151 | 44         | 24         |            | 16         | 4          | 119:117    | +2         | 52         | 4.         | 15       | 8        | 7        | 42:47    | −5       | Vize-Meister                                                    |
| 2015/161 | 44         | 20         | 62         | 16         | 2          | 125:102    | +23        | 74         | 4.         | 5        | 1        | 4        | 10:14    | −4       | Viertelfinal-Out                                                |
| 2016/171 | 44         | 27         | 6          | 6          | 5          | 151:95     | +56        | 98         | 1.         | 12       | 12       | 0        | 50:26    | +24      | Meister                                                         |
| 2017/181 | 44         | 28         | 2          | 9          | 5          | 146:97     | +49        | 93         | 1.         | 11       | 5        | 6        | 30:29    | +1       | Halbfinal-Out                                                   |
| 2018/191 | 44         | 24         | 5          | 10         | 5          | 162:117    | +45        | 87         | 2.         | 18       | 10       | 8        | 53:39    | +14      | Vize-Meister                                                    |
| 2019/201 | 40         | 23         | 2          | 10         | 5          | 130:86     | +44        | 78         | 2.         | 3        | 2        | 1        | 8:7      | +1       | Saison abgebrochen aufgrund von COVID-19-Pandemie in Österreich |
| 2020/211 | 40         | 17         | 7          | 12         | 4          | 129:109    | +20        | 69         | 4.         | 10       | 6        | 4        | 30:20    | +10      | Halbfinal-Out                                                   |
| 2021/22  | 48         | 23         | 3          | 17         | 5          | 132:122    | +10        | 80         | 4.         | 11       | 4        | 7        | 25:34    | −9       | Halbfinal-Out                                                   |
| 2022/23  | 48         | 22         | 2          | 17         | 7          | 156:142    | +14        | 77         | 6.         | 11       | 5        | 6        | 30:28    | +2       | Halbfinal-Out                                                   |
| 2023/24  | 48         | 9          | 7          | 25         | 7          | 114:173    | − 59       | 48         | 11.        |          |          |          |          |          | Keine Playoff-Teilnahme                                         |
| 2024/25  | 48         | 15         | 4          | 25         | 4          | 116:148    | −31        | 57         | 10         | 3        | 1        | 2        | 4:5      | −1       | Out in den Pre-Play-Offs                                        |
| Summe    | 981        | 215        | 44         | 326        | 107        | 3292:2881  | +421       | 1291       |            | 180      | 91       | 89       | 547:523  | +24      |                                                                 |

1 Exklusive Zwischenrunde
2 Siege nach Verlängerung/Penaltyschießen wurden zur Saison 2015/16 eingeführt.
Legende: S = Siege, N = Niederlagen in regulärer Spielzeit, NNV = Niederlagen nach Verlängerung oder Penaltyschießen, Sieg% = Prozentsatz der erzielten an den insgesamt möglichen Punkten, TVH = Torverhältnis, PKT = Punkte, PT = Punkte mit Punkteteilung zur Saisonhälfte

## Mannschaft

### Kader der Saison 2024/25
Stand: 27. August 2024
| Nr. | Nat.               | Spieler               | Pos. | Geburtsdatum      | im Team seit | Geburtsort                    |
| --- | ------------------ | --------------------- | ---- | ----------------- | ------------ | ----------------------------- |
| 41  | Vereinigte Staaten | Tyler Parks           | G    | 9. Mai 1992       | 2024         | Imperial, Missouri, USA       |
| 30  |                    | Sebastian Wraneschitz | G    | 6. März 2002      | 2023         | Wien, Österreich              |
| 33  | Vereinigte Staaten | Seamus Donohue        | D    | 1. Juni 1996      | 2023         | North Oaks, Minnesota, USA    |
| 55  | Vereinigte Staaten | Jack Dougherty        | D    | 25. Mai 1996      | 2024         | Saint Paul, Minnesota, USA    |
| 50  | Osterreich         | Mario Fischer – C     | D    | 5. Mai 1989       | 2011         | Wien, Österreich              |
| 5   | Osterreich         | Dominic Hackl         | D    | 8. November 1996  | 2014         | Wien, Österreich              |
| 91  | Osterreich         | Dominique Heinrich    | D    | 31. Juli 1990     | 2023         | Wien, Österreich              |
| 2   | Osterreich         | Lukas Piff            | D    | 12. Dezember 2000 | 2018         | Wien, Österreich              |
| 40  | Osterreich         | Bernhard Posch        | D    | 22. Januar 2001   | 2021         | Österreich                    |
| 44  | Vereinigte Staaten | Willie Raskob         | D    | 14. März 1995     | 2024         | Hastings, Minnesota, USA      |
| 10  | Osterreich         | Patrick Antal         | C    | 24. Oktober 2000  | 2020         | Wien, Österreich              |
| 11  | Osterreich         | Sascha Bauer          | LW   | 30. Januar 1995   | 2012         | Wien, Österreich              |
| 8   |                    | Mathias Böhm          | F    | 17. April 2003    | 2022         | Klosterneuburg, Österreich    |
| 61  | Kanada             | Zane Franklin         | C    | 5. Januar 1999    | 2023         | Marwayne, Alberta, Kanada     |
| 25  | Kanada             | Jérémy Grégoire       | C    | 5. September 1995 | 2022         | Sherbrooke, Quebec, Kanada    |
| 96  |                    | Nikolaus Hartl – A    | RW   | 18. Dezember 1991 | 2017         | Zell am See, Österreich       |
| 26  | Kanada             | Evan Jasper           | C    | 29. Januar 1992   | 2024         | Whitby, Ontario, Kanada       |
| 21  | Kanada             | Brett Kemp            | C    | 23. März 2000     | 2024         | Yorkton, Saskatchewan, Kanada |
| 20  | Vereinigte Staaten | Peter Krieger         | C    | 9. Dezember 1993  | 2024         | Oakdale, Minnesota, USA       |
| 37  | Osterreich         | Christof Kromp        | LW   | 14. August 1997   | 2021         | Villach, Österreich           |
| 19  | Slowenien          | Aljaž Predan          | C    | 24. Juli 2000     | 2024         | Ptuj, Slowenien               |
| 3   | Osterreich         | Armin Preiser         | C    | 18. Dezember 2000 | 2019         | Wien, Österreich              |
| 9   |                    | Leon Wallner          | LW   | 1. Juli 2002      | 2024         | Wien, Österreich              |
| 69  | Osterreich         | Leon Widhalm          | F    | 22. Mai 2003      | 2022         | Österreich                    |
| 88  | Kanada             | Jason Willms          | C    | 8. Februar 1999   | 2024         | Kitchener, Ontario, Kanada    |

Offizielle
| Tätigkeit       | Nat.       | Name               | Geburtsdatum     | im Team seit | Geburtsort                                   |
| --------------- | ---------- | ------------------ | ---------------- | ------------ | -------------------------------------------- |
| Cheftrainer     | Kanada     | Gerry Fleming      | 16. Oktober 1967 | 2024         | Montreal, Québec, Kanada                     |
| Co-Trainer      | Osterreich | Fabian Scholz      | 21. Februar 1986 | 2023         | Zell am See, Österreich                      |
| General Manager | Osterreich | Christian Dolezal  | 21. Februar 1986 | 2020         | style="text-align: left" \| Wien, Österreich |
| Team-Manager    | Osterreich | Philippe Lakos     | 19. August 1980  | 2022         | style="text-align: left" \| Wien, Österreich |
| Torwart-Trainer | Osterreich | Bernhard Starkbaum | 19. Februar 1986 | 2023         | style="text-align: left" \| Wien, Österreich |

### Bedeutende frühere Mannschaften

#### EBEL-Meister 2004/05
| Position      | Name |
| Tor:          | Frédéric Chabot, Christian Cseh |
| Verteidigung: | Darcy Werenka, Robert Lukas, Peter Kasper, Philippe Lakos, Thomas Pfeffer, Leopold Wieselthaler, Mario Altmann |
| Sturm:        | Mike Craig, Dave Chyzowski, Bob Wren, Dieter Kalt, Markus Peintner, Manuel Latusa, Ray Podloski, Jari Suorsa, Gregor Baumgartner, Christoph König, Juri Tsurenkow, Bernd Jäger, Christian Dolezal, Ivo Jan, Paul Roch, André Niec, Sandro Winkler |
| Trainer:      | Jim Boni |

#### EBEL-Vizemeister 2012/13
| Position      | Name |
| Tor:          | Fabian Weinhandl, Matt Zaba |
| Verteidigung: | Dan Bjornlie (A), Jamie Fraser, Sven Klimbacher, André Lakos, Philippe Lakos, Patrick Peter, Corey Potter, Markus Schlacher, Peter Schweda, Adrian Veideman |
| Sturm:        | Zdenek Blatny, Christoph Draschkowitz, Jonathan Ferland, Mario Fischer, François Fortier, Benoît Gratton (C), Justin Keller, Stefan Nador, Marcus Olsson, Philipp Pinter (A), Tony Romano, Rafael Rotter, Michael Schiechl, Mario Seidl, Josh Soares, Daniel Woger |
| Trainer:      | Tommy Samuelsson |

#### EBEL-Vizemeister 2014/15
| Position      | Name |
| Tor:          | David Kickert, Matt Zaba |
| Verteidigung: | Brett Carson, Jamie Fraser, Dominic Hackl, Florian Iberer, Sven Klimbacher (A), Philippe Lakos, Patrick Peter, Markus Schlacher |
| Sturm:        | Sascha Bauer, Danny Bois, Jonathan Ferland (C), Mario Fischer, Kris Foucault, Benoît Gratton, Julian Grosslercher, Nikolaus Hartl, Peter MacArthur, Ken Magowan, Andreas Nödl, Kevin Puschnik, Rafael Rotter, Michael Schiechl, Dustin Sylvester, Matt Watkins (A) |
| Trainer:      | Jim Boni, Tom Pokel |

#### EBEL-Meister 2016/17
| Position      | Name |
| Tor:          | David Kickert, Jean-Philippe Lamoureux |
| Verteidigung: | Collin Bowman, Aaron Brocklehurst, Tyler Cuma, Jamie Fraser, Dominic Hackl, Philippe Lakos, Ryan McKiernan, Patrick Peter |
| Sturm:        | Sascha Bauer, Jonathan Ferland (C), Mario Fischer, Julian Grosslercher, Nikolaus Hartl, Riley Holzapfel, Felix Maxa, Benjamin Nissner, Andreas Nödl (A), Jerry Pollastrone, Rafael Rotter (A), MacGregor Sharp, Kelsey Tessier, Taylor Vause, Ali Wukovits |
| Trainer:      | Serge Aubin |

#### EBEL-Vizemeister 2018/19
| Position      | Name |
| Tor:          | Jean-Philippe Lamoureux, Bernhard Starkbaum |
| Verteidigung: | Lucas Birnbaum, Mat Clark, Mario Fischer, Marc-André Dorion, Dominic Hackl, Philippe Lakos, Patrick Mullen, Patrick Peter, Alex Wall                                                                                    |
| Sturm:        | Chris DeSousa, Julian Grosslercher, Nikolaus Hartl, Riley Holzapfel, Benjamin Nissner, Andreas Nödl (C), Sondre Olden, Emilio Romig, Rafael Rotter (A), Peter Schneider, Kelsey Tessier, Taylor Vause (A), Ali Wukovits |
| Trainer:      | Dave Cameron |

## Zweite Mannschaft und Junioren

### Zweite Mannschaft
Von 2005 bis 2007 spielten die Junior Capitals in der Oberliga (dritte Spielklasse). Zur Saison 2007/08 ging die Mannschaft im EHC Team Wien auf, der in der Nationalliga startete, nach der Saison aber aufgelöst wurde.
Zur Saison 2010/11 wurde die Oberliga um eine Reihe von EBEL-Zweitvertretungen aufgestockt, auch die Vienna Capitals II starteten in die Liga. 2011 wurde die Oberliga aufgelöst, die Vienna Capitals II rückten in die Nationalliga auf. 2012 wurde die Mannschaft aufgelöst, um ein U20-Team in der EBYSL stellen zu können.
2017 wurde die zweite Mannschaft neu gegründet und spielte als Vienna Capitals II bis 2019 in der ungarischen Erste Liga. 2017/18 landete die Mannschaft abgeschlagen auf dem letzten Platz; In der Saison 2018/19 erreichte man das Play-off-Viertelfinale.
In der Saison 2019/20 wechselten die Vienna Capitals Silver in die internationale Alps Hockey League. In der Hauptrunde landete die Mannschaft auf dem vorletzten Platz, in der Gruppe A der Qualifikationsrunde wurde man Letzter. Trainer war der Schwede Johan Sjöquist. Im Juni 2020 zog der Club die Nennung der Mannschaft für die Saison 2020/21 zurück. Als Grund wurde die unsichere Lage aufgrund der COVID-19-Pandemie angegeben.

### Junioren-Mannschaften
Die U20-Mannschaft Silver Caps U20 spielte ab 2003 in der österreichischen U20-Liga, von 2012 bis 2020 in der EBYSL. In der Saison 2016/17 wurden die Silver Caps Meister der EBYSL und österreichischer U20-Meister. Zur Saison 2020/21 wurde die Mannschaft vorübergehend eingestellt. Letzter Cheftrainer war Tommy Flinck.
Die U18-Mannschaft Silver Caps U18 spielt seit 2013 in der Erste Bank Juniors League, seit 2020 ICE Juniors League. Aktueller Cheftrainer ist Christian Dolezal. Seit etwa 2015/16 gehören auch die Silver Caps U16 zu den Vienna Capitals.
Daneben bestehen auch Mannschaften der U14-Altersklasse und darunter. Diese weiteren Nachwuchsmannschaften gehören dem eigenständigen Nachwuchsverein EAC Junior-Capitals an.

## Spieler

### Vereinsinterne Rekorde
Statistiken seit dem Bundesligaaufstieg in der Saison 2001/02. Enthalten sind sämtliche Vorrunden- und Play-off-Spiele.

#### Saison
| Tore  |                  |      |         |
| Platz | Spieler          | Tore | Saison  |
| 1.    | François Fortier | 51   | 2010/11 |
| 2.    | Mike Craig       | 46   | 2006/07 |
| 3.    | Chris DeSousa    | 46   | 2018/19 |
| 4.    | Peter Schneider  | 40   | 2018/19 |
| 5.    | Mike Craig       | 37   | 2004/05 |

| Assists |                  |         |         |
| Platz   | Spieler          | Assists | Saison  |
| 1.      | Bob Wren         | 63      | 2006/07 |
| 2.      | Benoit Gratton   | 58      | 2010/11 |
| 3.      | Benoit Gratton   | 55      | 2009/10 |
| 4.      | Pat Lebeau       | 54      | 2008/09 |
| 5.      | Oliver Setzinger | 54      | 2006/07 |

| Topscorer |                  |        |         |
| Platz     | Spieler          | Punkte | Saison  |
| 1.        | François Fortier | 96     | 2010/11 |
| 2.        | Bob Wren         | 93     | 2006/07 |
| 3.        | Mike Craig       | 92     | 2006/07 |
|           | Benoit Gratton   | 92     | 2010/11 |
| 5.        | Pat Lebeau       | 87     | 2008/09 |

| Strafminuten |                |              |         |
| Platz        | Spieler        | Strafminuten | Saison  |
| 1.           | Benoit Gratton | 275          | 2010/11 |
| 2.           | Philippe Lakos | 224          | 2006/07 |
| 3.           | Benoit Gratton | 208          | 2009/10 |
| 4.           | Benoit Gratton | 186          | 2008/09 |
| 5.           | Bob Wren       | 182          | 2006/07 |

#### Insgesamt
| Tore  |                  |      |
| Platz | Spieler          | Tore |
| 1.    | Rafael Rotter    | 168  |
| 2.    | Mike Craig       | 134  |
| 3.    | Benoit Gratton   | 129  |
| 4.    | François Fortier | 124  |
| 5.    | Jonathan Ferland | 114  |

| Assists |                |         |
| Platz   | Spieler        | Assists |
| 1.      | Rafael Rotter  | 372     |
| 2.      | Benoit Gratton | 273     |
| 3.      | Darcy Werenka  | 195     |
| 4.      | Jamie Fraser   | 183     |
| 4.      | Dan Bjornlie   | 176     |

| Topscorer |                  |        |
| Platz     | Spieler          | Punkte |
| 1.        | Rafael Rotter    | 540    |
| 2.        | Benoit Gratton   | 402    |
| 3.        | Darcy Werenka    | 289    |
| 4.        | Mike Craig       | 281    |
| 5.        | François Fortier | 260    |

| Spiele |                |        |
| Platz  | Spieler        | Spiele |
| 1.     | Philippe Lakos | 898    |
| 2.     | Mario Fischer  | 680    |
| 3.     | Rafael Rotter  | 654    |
| 4.     | Nikolaus Hartl | 522    |
| 4.     | Patrick Peter  | 395    |

### Gesperrte Trikotnummern
Bislang wurden folgende Trikotnummern von einem Spieler aufgrund seiner Verdienste für den Verein „gesperrt“, das heißt, sie wird nicht mehr an andere Spieler vergeben.
| #4 | Philippe Lakos (Verteidigung, 2003–2008, 2009–2022)  | Philippe Lakos ist mit insgesamt 898 Spielen Rekordspieler der Vienna Capitals. Lakos spielte von 2003 bis 2008 – und nach einem einjährigen Engagement beim HC Innsbruck – von 2009 bis 2022, somit insgesamt 19 Saisonen, bei den Capitals und stand in beiden Meisterjahren im Kader der Wiener. Zudem wurde er drei-mal Vizemeister.                                                                                              |
| #6 | Rafael Rotter (Rechter Flügel, 2008–2021, 2022–2023) | Rafael Rotter absolvierte 654 Spiele für die Vienna Capitals, in denen er 168 Tore und 372 Assist erzielte, damit ist er All-Time Topscorer der Vienna Capitals. Rotter spielte von 2008 bis 2021 – und nach einem einjährigen Engagement bei den Black Wings Linz – von 2022 bis 2023, somit insgesamt 14 Saisonen, bei den Capitals und stand bei der Meisterschaft 2017 im Kader der Wiener. Zudem wurde er zwei-mal Vize-Meister. |

### Bedeutende ehemalige Spieler
(Teamzugehörigkeit und Position in Klammern)
- Frédéric Chabot
(2004/05, Torhüter)
Der kanadische Goalie kam nach drei Jahren bei den Nürnberg Ice Tigers nach Wien und erspielte mit der Mannschaft in der Saison 2004/05 den ersten Meistertitel der Vereinsgeschichte.
- Mike Craig
(2003–2007, Angriff)
Der Stürmer spielte vier Jahre lang für die Capitals und schloss je eine Saison als Torschützenkönig und Punkte-Führender ab.
- Bob Wren
(2003–2007, Angriff)
Ebenfalls für vier Jahre war Bob Wren bei den Wienern aktiv und bildete mit Mike Craig eines der besten Stürmerduos der Liga. In der Saison 2004/05 führte er die Assist-Liste an.
- Oliver Setzinger
(2005–2007, Angriff)
Mit Oliver Setzinger spielte einer der besten österreichischen Eishockeyspieler zwei Jahre lang in Wien und erzielte in 109 Spielen 158 Scorerpunkte.

### Teilnahmen von Spielern am All-Star-Team
| Saison  | Spieler |
| ------- | --- |
| 2006/07 | Scott Fankhouser, Darcy Werenka, Jonathan Zion, Robert Lukas, Bob Wren, Oliver Setzinger, David Schuller, Dieter Kalt, Manuel Latusa, Mike Craig |
| 2007/08 | Philippe Lakos, Darcy Werenka, Marcel Rodman, Manuel Latusa, Aaron Fox                                                                           |
| 2008/09 | Darcy Werenka, Benoit Gratton |

## Trainer
| Zeit      | Nation             | Trainer           | Anmerkungen                                     |
| --------- | ------------------ | ----------------- | ----------------------------------------------- |
| 2001–2003 | Osterreich         | Kurt Harand       | 1 × Halbfinal-Out; 1 × Viertelfinal-Out         |
| 2003–2007 |                    | Jim Boni          | 1 × Österreichischer Meister; 2 × Halbfinal-Out |
| 2007–2011 | Kanada             | Kevin Gaudet      | 4 × Halbfinal-Out                               |
| 2011–2014 | Schweden           | Tommy Samuelsson  | 1 × Vizemeister; 2 × Viertelfinal-Out           |
| 2014–2015 | Vereinigte Staaten | Tom Pokel         | im Februar 2015 entlassen                       |
| 2015–2016 |                    | Jim Boni          | 1 × Vizemeister; 1 × Viertelfinal-Out           |
| 2016–2018 | Kanada             | Serge Aubin       | 1 × Österreichischer Meister; 1 × Halbfinal-Out |
| 2018–2021 | Kanada             | Dave Cameron      | 1 × Vizemeister, 1 × Halbfinal-Out              |
| 2021–2023 | Kanada             | Dave Barr         | 2 × Halbfinal-Out                               |
| 2023      | Kanada             | Marc Habscheid    | im Oktober 2023 entlassen                       |
| 2023–2024 | Osterreich         | Christian Dolezal | 1 × Out im Grunddurchgang                       |
| seit 2024 | Kanada             | Gerry Fleming     |                                                 |

## Spielstätte
Die Heimstätte der Vienna Capitals ist die 7.022 Zuseher fassende Steffl Arena im Wiener Bezirk Donaustadt. Im Februar 2009 wurde bekannt, dass die Kapazität der Halle auf 7.000 Zuseher ausgebaut werden sollte. Die Umbauarbeiten begannen nach der Saison 2008/09 und wurden vor der Saison 2011/12 abgeschlossen.
Außerdem wurden in der Halle neue Videoleinwände und VIP-Boxen installiert. Die Überdachung der Freieisfläche sollte bessere Bedingungen für den Nachwuchs schaffen. Die Kosten für den Umbau wurden auf 40 Millionen Euro geschätzt. In der Saison 2023/24 gab es im November Probleme mit der Kühlanlage der Halle. Infolgedessen wurde eine temporäre Kühlanlage eingebaut.

### Zuschauerschnitt
- Saison 2003/2004: 3.590 Zuschauer pro Heimspiel
- Saison 2004/2005: 3.710 Zuschauer pro Heimspiel
- Saison 2005/2006: 3.852 Zuschauer pro Heimspiel
- Saison 2006/2007: 3.991 Zuschauer pro Heimspiel
- Saison 2007/2008: 4.045 Zuschauer pro Heimspiel
- Saison 2008/2009: 3.568 Zuschauer pro Heimspiel
- Saison 2009/2010: 3.918 Zuschauer pro Heimspiel
- Saison 2010/2011: 3.911 Zuschauer pro Heimspiel
- Saison 2011/2012: 5.096 Zuschauer pro Heimspiel
- Saison 2012/2013: 5.242 Zuschauer pro Heimspiel
- Saison 2013/2014: 4.889 Zuschauer pro Heimspiel
- Saison 2014/2015: 4.811 Zuschauer pro Heimspiel
- Saison 2015/2016: 4.816 Zuschauer pro Heimspiel
- Saison 2016/2017: 4.420 Zuschauer pro Heimspiel
- Saison 2017/2018: 4.689 Zuschauer pro Heimspiel
- Saison 2018/2019: 4.735 Zuschauer pro Heimspiel[10]
- Saison 2019/2020: 4.899 Zuschauer pro Heimspiel[11]
- Saison 2020/2021: 155 Zuschauer pro Heimspiel[11] 1
- Saison 2021/2022: 2.444 Zuschauer pro Heimspiel[11]
- Saison 2022/2023: 4.138 Zuschauer pro Heimspiel[11]
- Saison 2023/2024: 4.148 Zuschauer pro Heimspiel[12]

## Vereinskultur

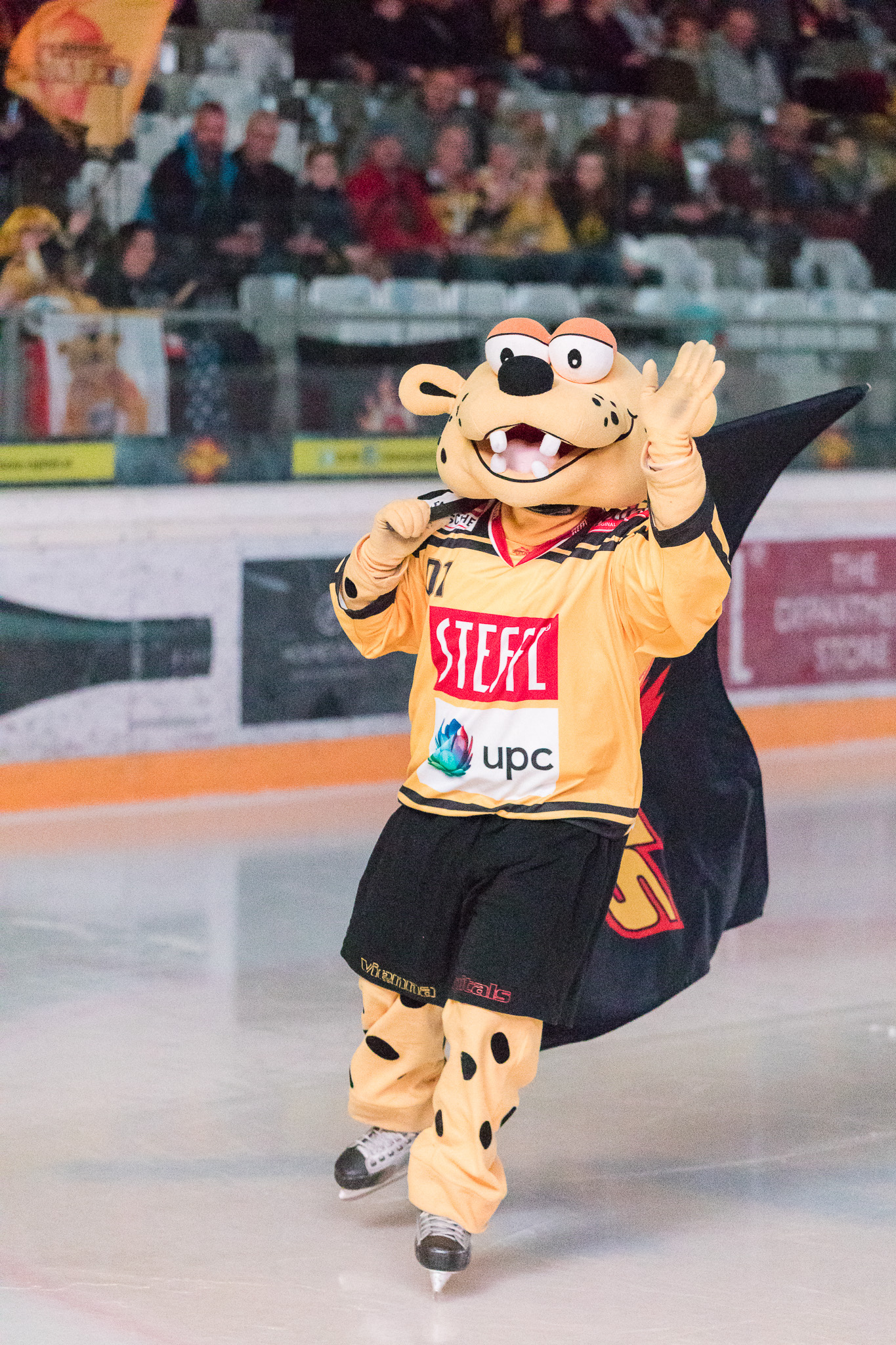
Capitano

### Fans
Die Vienna Capitals verfügen über sechs eingetragene Fanclubs: ICEFIRE, Vienna Hockey Fans, Die Optimisten, Rossauer Caps, Fiaker Caps und S'Eck!!.

### Maskottchen
Das Maskottchen der Capitals war bis 2011 Captain Cap, eine Figur in Form eines brennenden Eishockeypucks. Mit Pucky dem Clown wurde vergeblich versucht, einen mobileren Kollegen zu etablieren. 2011 wurde ein Gepard als neues Maskottchen vorgestellt, welcher vorerst namenlos blieb. Vor der Saison 2013/14 wurde eine Umfrage auf Facebook gestartet, bei der die Fans einen neuen Namen für das Maskottchen aussuchen konnten. Seitdem heißt das Maskottchen Capitano.